# Masashi Kamekawa
Masashi Kamekawa (亀川 諒史?, Kamekawa Masashi; Ōsaka, 28 maggio 1993) è un calciatore giapponese, difensore dell'Avispa Fukuoka.

## Carriera

### Club
Ha giocato nella prima divisione giapponese.

### Nazionale
Viene convocato per le Olimpiadi 2016 in Brasile.

## Statistiche

### Cronologia presenze e reti in nazionale
| Cronologia completa delle presenze e delle reti in nazionale ― Giappone olimpica | Cronologia completa delle presenze e delle reti in nazionale ― Giappone olimpica | Cronologia completa delle presenze e delle reti in nazionale ― Giappone olimpica | Cronologia completa delle presenze e delle reti in nazionale ― Giappone olimpica | Cronologia completa delle presenze e delle reti in nazionale ― Giappone olimpica | Cronologia completa delle presenze e delle reti in nazionale ― Giappone olimpica | Cronologia completa delle presenze e delle reti in nazionale ― Giappone olimpica | Cronologia completa delle presenze e delle reti in nazionale ― Giappone olimpica |
| Data                                                                             | Città                                                                            | In casa                                                                          | Risultato                                                                        | Ospiti                                                                           | Competizione                                                                     | Reti                                                                             | Note                                                                             |
| -------------------------------------------------------------------------------- | -------------------------------------------------------------------------------- | -------------------------------------------------------------------------------- | -------------------------------------------------------------------------------- | -------------------------------------------------------------------------------- | -------------------------------------------------------------------------------- | -------------------------------------------------------------------------------- | -------------------------------------------------------------------------------- |
| 8-8-2016                                                                         | Manaus                                                                           | Giappone olimpica                                                                | 2 – 2                                                                            | Colombia olimpica                                                                | Olimpiadi 2016 - 1º turno                                                        | -                                                                                | 80’                                                                              |
| 11-8-2016                                                                        | Salvador                                                                         | Giappone olimpica                                                                | 1 – 0                                                                            | Svezia olimpica                                                                  | Olimpiadi 2016 - 1º turno                                                        | -                                                                                |                                                                                  |
| Totale                                                                           |                                                                                  | Presenze                                                                         | 2                                                                                |                                                                                  | Reti                                                                             | 0                                                                                |                                                                                  |

## Palmarès

### Club

#### Competizioni nazionali
- Coppa J. League: 1

Avispa Fukuoka: 2023